# Лет изнад кукавичјег гнезда (роман)
Лет изнад кукавичјег гнезда (енгл. One Flew Over the Cuckoo's Nest) је роман Кен Кизија написан 1963. године. Радња романа смештена је у Орегону, у психијатријској болници. Прича се бави односом између медицског особља и пацијента у болницама тог времена и служи као велика критика психијтријске праксе уопште. По угледу на ову књигу постоји бродвејска представа Лет изнад кукавичјег гнезда коју је написао Дејл Васерман. Више је познат истпоимени филм из 1975. године Лет изнад кукавичјег гнезда ког је режирао Милош Форман. Филм је освојио 5 оскара.
Часопис Тајм уврстио је роман на листу „100 најбољих романа на енглеском језику од 1923. до 2005.“. 2003. године књига се нашла на ББС-јевој листи 200 највољенијих романа у Уједињеном Краљевству.

## Радња
Наратор приче је  „Поглавица“ Бромден, џиновски, а послушан пацијент полу-индијанског порекла у психијатријској болници, у Орегону. Он се представља глув и нем тако да не комуницира активно са пацијентима. Бромденова прича се углавном фокусира на радње бунтовника Рендла Патрика Макмарфија, који глуми лудило како би избегао затворску казну због туча, коцкања и сексуланог односа са малолетницом. Главна медицинска сестра Милдред Рејчел, влада одељењем са апсолутним ауторитетом и без медицинског надзора. Помажу јој дежурни редари и помоћници лекара и медицинске сестре.
Макмарфи непрестано доводи у питање ауторитет медицинске сестре Рејчел и нарушава рутину одељења, што доводи до бескрајне борбе за моћ између затвореника и медицинске сестре. Води сто за картање, води кошаркашки тим одељења, коментарише лик медицинске сестре Рејчел, подстиче остале пацијенте да гласају о гледању бејзбола на телевизији и организује риболов на дубоком мору са проституткама. Након што је тврдио да је у стању да подигне тешку контролну таблу у угашеној соби за хидротерапију (која се назива "соба са кадом"), а кад му то није успело, његов одговор - "Али барем сам покушао." - даје мушкарцима снагу да покушају се изборити за себе, уместо да дозволе да медицинска сестра Рејчел држи контролу над свим аспектима њихових живота. Поглавица се отвара Макмарфију, откривајући касно једне ноћи да може да говори и чује. Због туче са болничарима њих двојица бивају послати на терапију електрошоковима, али таква казна не спречава Макмарфијево бунтовничко понашање.
Једне ноћи, након подмићивања ноћног редара, Макмарфи шверцује две девојке проститутке са ликерима на одељење и упада у апотеку и краде неименоване психијатријске лекове. Макмарфи, приметивши на риболову да је Били Бибит, плашљив момак који муца и има мало искуства са женама, био заљубљен у проститутку по имену Кенди, превасходно је приредио тај догађај како би Били могао изгубити невиност. Такође се Макмарфи побринуо да он и други пацијенти направе несанкционисану журку унутар болнице. План је био да након журке рано ујутру Макмарфи побегне из болнице пре почетка јутарње смене. Уместо тога он и остали пацијенти су заспали у алкохолисаном стању, а јутарње особље открива одељење у потпуном нереду. Медицинска сестра Рејчел проналази Билија и проститутку Кенди у кревету загрљене, делимично одевене, и опомиње га. Били први пут не осећа страх и разговара са сестром без било каквог муцања. Рејчел хладним и смиреним тоном говори Билију како је брине како ће његова мајка реаговати кад јој буде пренела шта је видела. Били има нервни слом и сав психички напредак који је постагао се губи. Сестра га оставља самог у лекарској ординацији, након чега он извршава самоубиство прережући себи грло. Медицинска сестра окривљује Макмарфија за Билијеву смрт. Макмарфи напада Рејчел, покушавајући да је задави рукама. Макмарфи бива физички неоспособљен и премештен на друго одељење.
Након недељу дана сестра Рејчел се враћа на посао, са још увек видним повредама које је добила од Макмарфија. У међувремену већина пацијената бива или прмештено на друго одељење или су се одјавили из болнице. Иако је на послу, Рејчел није у стању да прича и не може као некада опомињати пацијнете којих је свакако мало остало. Бромден, Мартини једини пацијенти, блиски Макмарфију, који су остали на одељењу. У исто време Макмарфи је враћен на одељење. На њему је извршена лоботомија при чему је изгубио све своје карактерне особине и лежи тихо и непомично. Поглавица из самилости гуши Макмарфија јастуком током ноћи, пре него што је подигао контролну таблу собе за каду коју Макмарфи није могао раније подићи, бацивши је кроз прозор и побегавши из болнице.

## Назив књиге
Назив књиге (One Flew Over the Cuckoo's Nest) потиче од дечије песме:
Vintery, mintery, cutery, corn,

Apple seed and apple thorn,

Wire, briar, limber lock

Three geese in a flock

One flew East

One flew West

And one flew over the cuckoo's nest.

## Ликови

### Главни ликови
- Рендал Патрик Макмарфи : Главни лик романа. Смештен је у психијатријској болници, прави се луд како би избегао затворску казну. Други пацијнети се угледају на њега и он подстиче да се боре за своје животе. Осумњичен је за секс са малолетницом. Његово присутво и бунтовнички дух покреће остале пацијенте болнице да се пробуде и изборе за себе. Његгов највећи непријатељ је главна сестраМилдред Рачед која неподноси на који начин се Макмарфи опходи према њеном ауторитетом. Након ноћне журке и смрти Билија Бибита у налету беса дави сестру Рачед због чега на крају над њим бива извршена лоботомија.
- Поглавица Бромден : Наратор приче, крупан, али послушни човек индијанског порекла за ког се мисли да је глув и нем,али зна многе тајне на одељењу. У болници је још од Другог светског рата. У току приче једино се поверава Макмарфију. На крају приче из милости и поштовању према Макмарфију који је због лоботомије остао у вегатативном стању, гуши га јастуком. На крају подже контролну таблу из собе за каду, баца је кроз прозор и бежи заувек из болнице
- Били Бибит : Плашљив момак који муца са ниским самопоуздањем. Има симпатије свих пацијената нарочито Макмарфија. Стално бива уцењиван од стране главне сестре да ће ако не ради како она каже обавестиће о томе његову мајку. После ноћне журке у блоници сазнаје се да је Боби изгубио невиност са проститутком и тако добија самопоуздање које није имао. Његова срећа је била кратка зато што му је сестра Рачед рекла да ће о томе обавестити његову мајку. Били има нервни слом и извршава самоубиство прережући себи врат.
- Милдред Рачед : Главна сестра у психијатријског болници, која има готово потпуну контролу над онима који су у њој, укључујући и њене подређене. Неће оклевати да својим пацијентима ограничи приступ лековима, погодностима и основним људским потребама ако то одговара њеним манипулативним хировима. Макмарфијево забавно и бунтовно присуство у болници представља непрестани проблем, јер ни претње ни казна ни шок терапија неће зауставити ни њега ни пацијенте под његовим утицајем. На крају, након што је МакМeрфи у налету беса готово угуши до смрти, медицинска сестра Рачед га шаље на лоботомију. На крају са повређеним вратом и ослабљеног говора што је чини неспособном да застраши своје пацијенте, подређене и надређене.

### Споредни ликови
- „Црни момци” Вошингтон, Вилијамс и Ворен : Тројица црнаца који раде као помоћници на одељењу. Вилијамс је ниског раста, наводно му је раст закржљао након што је видео како су његову мајку силовали белци. Начелник каже да их је медицинска сестра ангажовала због њихове садистичке природе.
- Доктор Џон Спиви : Доктор на одељењу. Медицинска сестра Рачед отерала је друге докторе, али је задржала Спивија јер је он увек радио како је она хтела. Прича се да му медицинска сестра прети да ће га приказати као наркомана ако јој се супротстави.
- Јапанска мидицниска сестра : Сестра која брине о агресивним и онеспособљеним пацијентима. За разлику од сестре Рачед она је фина и љубазна према пацијентима.
- Дејл Хардинг : Незванични вођа пацијената пре доласка Макмарфија, он је паметан, леп човек који се стиди своје потиснуте хомосексуалности.
- Џорџ Соренсон : Пацијент са мизофобијом. Дане проводи перући руке на чесми. Макмарфи га убеђује да буде вођа риболова који је организован за пацијенте након што је сазнао да је Џорџ био капетан брода за време Другог светског рата.
- Чарли Чезвик : Гласни пацијент који стално тражи промене на одељењу, али из страха према сестри Рачед нема храбрости да изнесе своје мишљење. Макмарфи му помаже да нађе храбрости и говори у његово име. У једном тренутку Макмарфи спушта лопту сазнавши да за његов опстанак у болници одлучује сестра Рачед. Као последица овога Чарли извршава самоубиство удавивши се у базену на одељењу мислећи како ће заувек остати на одељењу.

## Историја дела
Лет изнад кукавичјег гнезда је написана 1959, а објављена је 1962. године у сред дешавања везаних за Покрет за грађанска права. Та дешавања довела су до промене схватања у психологији и психијатрији у Америци. Током шездесетих година 20. века у свету се кренуло ка процесу деинституционализацијe. Роман је директан производ Кејсијевог живота док је радио у ноћној смени као редар у установи за ментално здравље у Менло Парку у Калифорнији. Не само да је разговарао са пацијентима и био сведок рада установе, такође је добровољно узимао психоактивне дроге, укључујући мескалин и ЛСД, као део пројекта МКУлтра.
Поред тога, ЛСД је узимао рекреативно. Залагао се за употребу дрога као пут ка индивидуалној слободи. Шездесетих година се сматрало да ЛСД нуди најбољи приступ људском уму. Речено је да се искуства сваког појединца разликују; емоције и искуства кретала су се од трансформација у друге облике живота, религиозних искуства и екстеремне емпатије.
Роман се непрестано позива на различите ауторитете који контролишу појединце суптилним и принудним методама. Приповедач романа, Шеф, у свом уму комбинује ове ауторитете, називајући их „Комбинатом“ у односу на механички начин на који они манипулишу и обрађују појединце. Ауторитет Комбинатс најчешће је представљен у лику медицинске сестре Рачед која контролише пацијенте менталног одељења комбинацијом награде и суптилне срамоте. Иако она обично не прибегава конвенционално оштрој дисциплини, њени поступци се приказују као подмуклији и хладнији од поступања конвенционалног затворског управника. То је зато што суптилност њених поступака и њен благи глас спречава њене пацијенте да схвате да их уопште контролише. Критика менталних институција и њених радника, који у роману представљају инструмент угњетавања и који се пореди са затвором, одражавала је многе тврдње које је истовремено износио француски интелектуалац Мишел Фуко. Слично томе, Фуко је тврдио да су невидљиви облици дисциплине угњетавали појединце на широком друштвеном нивоу, подстичући их да одбаце аспекте себе и својих поступака. Роман такође критикује емаскулацију мушкараца у друштву, посебно у лику Билија Бибита, муцавог пацијента над којим доминирају и медицинска сестра Рачед и његова мајка.
Главни елементи романа Лет изнад кукавичјег гнезда представљају оличење социолошке анализе укупних институција Ервинг Гофмана, посебно део везан за менталние болнице. Гофманов опис процедура пријема у институцијама, на пример, одражава појам „Комбината“ који заговара лик Шефа Бромбдена: „Поступци за пријем могу се назвати „резање “ или „програмирање“, нова индивидуа дозвољава себи да буде обликована и репрограмирана у објекат који се може унести у административну машинерију, на коме се може глатко радити рутинским операцијама “.

## Контраверзе
Лет изнад кукавичјег гнезда се сматра једном од најконтраверзнијих и најзабрањиваних књига у САД.
- 1974: Пет житеља града Стронгсвил у Охају, тужили су локлани школски одбор и тражили да се књига уклони са образованог програма. Тврдили су да је књига порнографска, да подстиче на насиље и да даје лош пример младим људима. Рекли су да је књига пуна сцена мучења, насиља и смрти.
- 1975: Град Рандолф у Њујорку је уклонио ову књигу из свих државних школа.
- 1977: Школе у Вестпорт исланду у Мејну су уклониле књигу са листе обавезне лектире.
- 1978: Средња школа у Сент Антони, Ајдахо је забранила књигу и отпустила наставика који ју је задао за читање.
- 2000: Родитељи града Јорба Линда у Калифорнији су рекли да су наставници „могли изабрати најбоље књиге, али упорно бирају ово смеће изнова и изнова”.[10]

## Адаптације
По угледу на роман написана је представа  1963. године са Крк Дагласом у улози Макмарфија и Џин Вајлдером у улози Билија Бибита. Филмска адаптација са Џек Николсоном у главној улози, коју је продуцирао Крк Даглас, освојио је пет оскара 1976. године. Тај филм се сматра за један од најбољихфилмова свих времена. Нетфликс и Рајан Мерфи су продуцирали серију „Рачед” са причом која претходи дешањањима у оригиналној причи. Главну улогу глуми Сара Полсон у улози Милдред Рачед.